# A JACK IN THE BOX
『A JACK IN THE BOX』（ア・ジャック・イン・ザ・ボックス）は、V6の3rdアルバム。1998年8月5日にavex traxから発売された。

## 概要
初回限定盤と通常盤がある。初回限定盤は箱の中に丸い缶ケースが入っており、缶ケースの中にCDを封入した。歌詞カードも缶ケースの中に入っており、そのため歌詞カードも丸い。
収録されているシングル（『GENERATION GAP』『Be Yourself!』『翼になれ』）のうち、リミックスされたのは『Be Yourself!』のみであり、過去2作のオリジナルアルバムでは収録されたシングルは全てリミックスされているためと『GENERATION GAP』はブラスアレンジされているため、『翼になれ』のみ、シングルヴァージョンがそのままオリジナルアルバムに収録されたのは、V6としては初めてである。

## 収録曲
※シングル曲の解説は各シングルのページを参照。
1. puzzle
作詞：平井森太郎、作曲：J.Batten・G.Pasquini・S.Oliva、編曲：明石昌夫
2. Ash to Ash - Coming Century
作詞・作曲：平善吉Jr.、編曲：米光亮
3. GENERATION GAP
作詞：藤井フミヤ、作曲：藤井尚之、編曲：上野圭市、ブラスアレンジ：倉富義隆
  - 8thシングル

表記はないが、ブラスアレンジが施されたアルバムバージョンである。
4. JUNGLE PARTY NIGHT - 井ノ原快彦・三宅健
作詞：MOTOMY、作曲・編曲：渡辺和紀
5. JUST FOR YOU
作詞：松井五郎、作曲・編曲：上野圭市
  - 4thベストアルバム『Very6 BEST』（初回盤A・DISC3）にも収録されている。
6. SUNSHINE - 長野博・岡田准一
作詞：谷亜ヒロコ、作曲：安部純、編曲：石川鉄男
7. MASSIVE BOMB
作詞・作曲・編曲：MOTSU
8. 翼になれ
作詞・作曲：奥居香、編曲：上野圭市
  - 10thシングル
9. FROM rain - 坂本昌行・森田剛
作詞：六ツ見純代、作曲：安部純、編曲：中尾昌文
10. Be Yourself! (NEW ALBUM MIX)
作詞：山田ひろし、作曲：Dave Rodgers、編曲：星野靖彦
  - 9thシングルのアルバムバージョン
11. Dahlia - 20th Century
作詞・作曲・編曲：石井妥師
ベストアルバム「Replay〜Best of 20th Century〜」（20th Century）にも収録された。
12. Toughness
作詞：山本英美、作曲・編曲：和泉一弥
13. 素直になってゆく
作詞：小林和子、作曲：秋元薫、編曲：柿崎洋一郎

## 映像作品
puzzle
- VERY HAPPY!!!
- LIV6

MASSIVE BOMB
- LIV6

Dahlia
- 20th Century LIVE TOUR 2008 オレじゃなきゃ、キミじゃなきゃ

Toughness
- LIV6